# Dermatite autoimune à progesterona
A Dermatite autoimune à progesterona (DAIP) é uma hipersensibilidade ao hormônio progesterona apresenta-se como uma doença de pele cíclica e pode ser do tipo eczema, papular, bolhosa, ou urticárias com prurido geralmente presente, as erupções de pele podem ser crônicas, mas são agravadas no período pré-menstrual ou ocorrem imediatamente após a menstruação.:83

## Características
É caracterizado principalmente por uma erupção cutânea recorrente que varia em gravidade, dependendo da fase do ciclo menstrual. A erupção geralmente aparece durante a segunda metade do ciclo menstrual, quando os níveis do hormônio progesterona começam a subir e então desaparecendo logo após a menstruação. Embora a causa subjacente exata da DAIP não é bem compreendida, pensa-se que envolve uma reação imune anormal (resposta auto-imune) desencadeada pela própria progesterona da mulher. Dependendo da gravidade da condição, o tratamento pode incluir medicamentos tópicos (aplicado na pele), corticosteróides sistemicos, terapia hormonal para suprimir a produção de progesterona, e/ou a remoção cirúrgica dos ovários.

## Tratamento
O tratamento ou controle dos sintomas varia, os casos leves podem ser tratados com sucesso com o uso de anti-histamínicos e/ou corticosteróides.
A maioria dos métodos de tratamento focam em suprimir temporariamente a ovulação. Isto pode ser alcançado através de medicamentos diferentes, incluindo: estrogénios conjugados, etinilestradiol, tamoxifeno e danazol. O antagonista do hormônio liberado pelas gonadotrofinas têm relatos adicionais de sucesso na literatura; no entanto, como estes medicamentos podem acionar os sintomas da menopausa, o que não pode ser recomendado para pacientes pré-menopausa. A dessensibilização à progesterona, em que doses crescentes de progesterona são administradas por supositório vaginal, tem sido relatadas como um tratamento bem sucedido em um caso na literatura.
Para os casos graves em que as opções de tratamento acima não são bem sucedidos, a remoção cirúrgica dos ovários ou ooforectomia é curativa. 

## Gravidez
Embora não seja específica da gestação, essa dermatite pode aparecer durante a gravidez ou no período pós-parto 